# Heideschrecke
Die Heideschrecke (Gampsocleis glabra) ist eine Langfühlerschrecke. Sie wurde auch unter den Namen Decticus alberti, Gampsocleis annae, Gampsocleis podolica, Locusta glabra und Locusta prima beschrieben.

## Merkmale
Die Heideschrecke ähnelt im Körperbau dem Warzenbeißer. Sie hat einen mittellangen, dicken Hinterleib und Flügel, die den Hinterleib leicht überragen. Die Fühler sind etwa so lang wie der Körper, die Beine weisen am Unterschenkel kleine Stacheln auf. Die Mandibeln sind sehr kräftig. Die Heideschrecke ist hauptsächlich olivgrün oder hellgrün gefärbt, aber mit braunen Flecken und Streifen versehen. Die Oberschenkel des hinteren Beinpaars besitzen zwei parallel verlaufende dunkle Striche. Die vordere Oberschenkelhälfte ist gepunktet. Vom Fühleransatz bis zum Ende des Thorax führt ein breites dunkelbraunes oder dunkelgrünes Band. Der Thorax trägt an den Rändern seiner Seitenlappen einen hellgelben Streifen. Der Hinterleib ist braun bis olivgrün und grün gestreift, der Bauch ist dumpf grüngelb. Die Flügel sind schwarz geädert und braun getupft. Die Geschlechter sind in der Färbung gleich. Die Cerci vom Männchen sind dreieckig, der Legebohrer des Weibchens ist leicht nach unten gebogen und dunkelbraun gefärbt. Beide Geschlechter werden zwischen 20 und 26 Millimeter lang.

### Stridulationsorgan

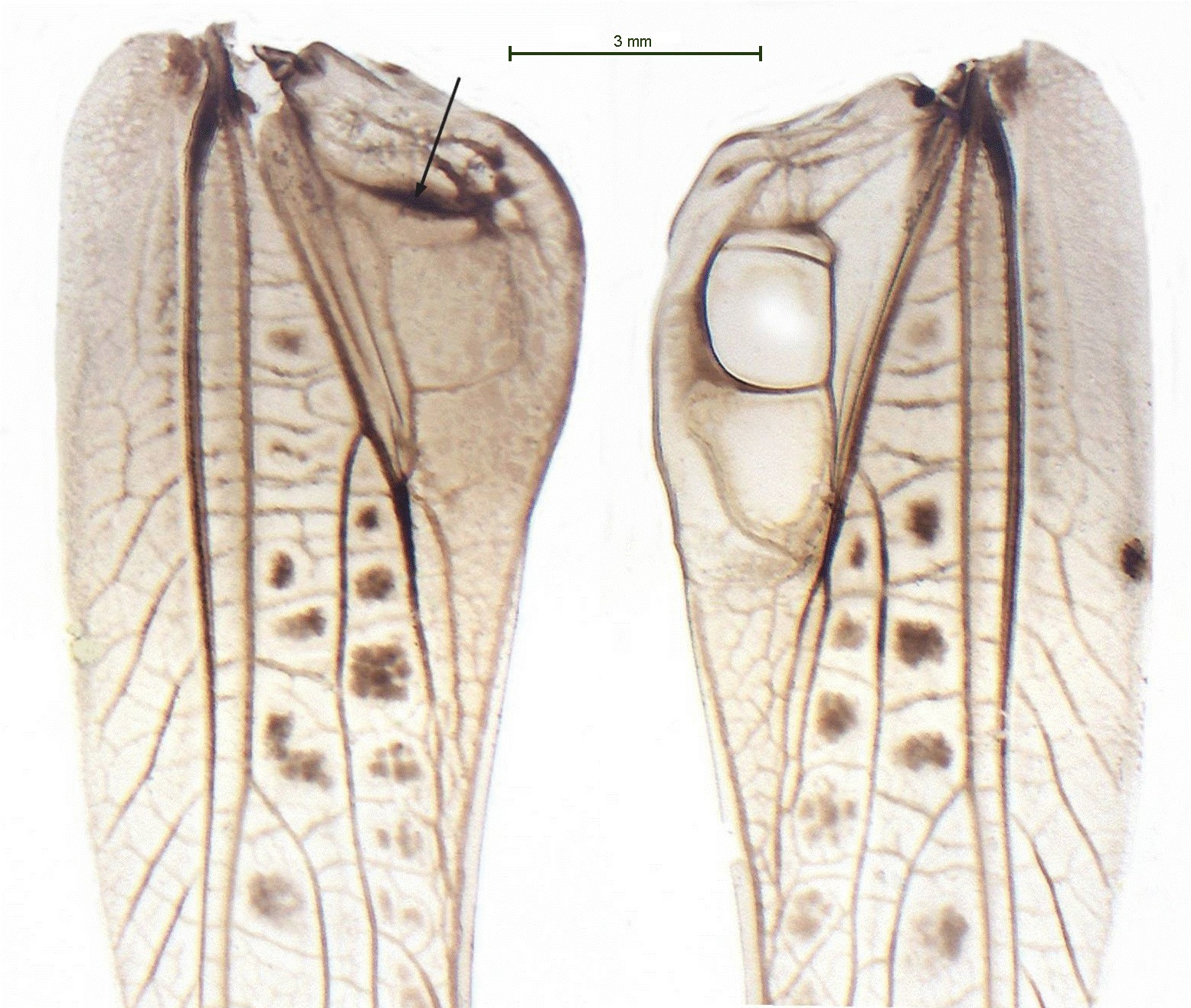
Der Pfeil verweist auf die aktive Schrillleiste, die sich auf dem linken Vorderflügel befindet und Teil der Schrillader ist. Auf dem rechten Vorderflügel ist dagegen der Spiegel vortrefflich ausgebildet.

Bei der Heideschrecke sind die Vorderflügel der Männchen im Mittel 21,59 mm, bei den Weibchen 23,48 mm lang und überdecken die kürzeren Hinterflügel vollständig. Die Unterteilung der Vorderflügel in ein Dorsal- und in ein Lateralfeld ist sowohl bei den Männchen als auch bei den Weibchen leicht zu erkennen, da eine von den Flügelbasen ausgehende, schräg verlaufende kräftige Ader die Unterteilung anzeigt. Die Lateralfelder sind groß und ermöglichen den Heideschrecken das Fliegen. Die Dorsalfelder sind klein und dreieckig in der Form (Bild). Das des linken Flügels liegt sowohl bei den Männchen als auch bei den Weibchen über dem des rechten Flügels. Bei den Männchen enthalten die Dorsalfelder die Strukturen, die der Bildung des Gesangs dienen, bei den Weibchen sind keinerlei Strukturen vorhanden, die der Schallbildung dienen könnten.
Bei den adulten Männchen sind auf dem Dorsalfeld des linken Flügels die Schrillader und die mit Schrillzähnen besetzte Schrillleiste gut ausgebildet (Bild). Die Schrillader hat eine Länge von durchschnittlich 4,13 mm, die Schrillleiste von 2,84 mm und ist im Mittel mit 95,25 Schrillzähnen besetzt (Extremwerte: 82–115 Schrillzähne, ermittelt bei 21 Männchen aus der Garchinger Heide). Der Spiegel ist auf dem linken Flügel zurückgebildet, lediglich der Rahmen ist noch zu erkennen.
Dagegen ist auf dem Dorsalfeld des rechten Flügels der Spiegel in kennzeichnender Weise ausgestaltet. Die zentrale Membran ist dünn, transparent und in einen kräftigen, pigmentierten Rahmen eingespannt (Bild). Die Schrillader ist noch vorhanden, wenngleich rückgebildet. Sie ist im Mittel nur 3,24 mm lang, die Schrillleiste misst lediglich 1,93 mm und trägt im Durchschnitt nur 65,05 Schrillzähne (Extremwerte: 54–75 Schrillzähne, ermittelt bei vier Weibchen aus der Garchinger Heide).

## Lebensweise und Verbreitung
Die Heideschrecke ernährt sich von Gräsern, Heidekraut und anderen Pflanzen. Sie ist Wärme liebend und nur in der Sonne aktiv. Sie singt laut schwirrend.
Die Heideschrecke lebt in trockenen Regionen wie Steppen, auf Magerrasen und – wie der Name sagt – in Heidelandschaften mit hohem Grasbewuchs. In Deutschland gilt sie als vom Aussterben bedroht. Nachdem sie im 20. Jahrhundert in der Lüneburger Heide, am Griesheimer Sand bei Darmstadt, der Königsbrunner Heide bei Augsburg und der Garchinger Heide bei München für ausgestorben erklärt wurde, entdeckte man sie in der Nähe von Munster in der Lüneburger Heide an zwei Stellen wieder. Beide Fundorte liegen auf militärischem Sicherheitsgelände, was wohl zum Erhalt der Art in Deutschland beigetragen hat. Inzwischen ist sie auch aus der ebenfalls militärisch genutzten Klietzer Heide in Sachsen-Anhalt bekannt geworden. Mehrere Nachweise im Münchener Osten auf dem ehemaligen Gelände des Flughafens Riems, weisen dort auf eine Ansiedlung hin.
Außerhalb Deutschlands gibt es sie in der Region zwischen Kaspischem und Schwarzem Meer.
Die Imagines treten von Anfang Juli bis September auf.

## Belege